# Long Sơn, Liêu Nguyên
Long Sơn (chữ Hán giản thể:龙山区, âm Hán Việt: Long Sơn khu, bính âm: lóng shan qu) là một quận thuộc địa cấp thị Liêu Nguyên, tỉnh Cát Lâm, Cộng hòa Nhân dân Trung Hoa. Quận Long Sơn này có diện tích 146 ki-lô-mét vuông, dân số 280.000 người. Mã số bưu chính là 136200. Về mặt hành chính, quận này được chia thành 8 nhai đạo, 1 trấn, 1 hương.
- Nhai đạo: Cát Lâm, Tây Ninh, Nam Khang, Bắc Thọ, Trạm Tiền, Hướng Dương, Phúc Trấn, Tân Hưng.
- Trấn: Thọ Sơn.
- Hương: Công Nông.